# فرانکلین ماتیاس
فرانکلین ماتیاس (انگلیسی: Franklin Matthias؛ زاده ۱۳ مارس ۱۹۰۸ – درگذشته ۳ دسامبر ۱۹۹۳) یک فرد نظامی بود.